# Battle at Bloody Beach
Battle at Bloody Beach é um filme estadunidense de 1961 do gênero guerra, dirigido por Herbert Coleman e estrelado por Audie Murphy e Gary Crosby.
Apesar de ser o soldado mais condecorado da Segunda Guerra Mundial, este é apenas o segundo e último filme de Murphy ambientado naquele conflito (o anterior foi o autobiográfico To Hell and Back). A produção foi inteiramente rodada na ilha Catalina, que fica a trinta quilômetros da costa da Califórnia.
Gary Crosby é filho de Bing Crosby. Depois de alguns trabalhos no cinema, ele passou a dedicar-se quase que exclusivamente à televisão.

## Sinopse
Segunda Guerra Mundial. Nas Filipinas invadidas pelo Japão, o civil Craig Benson, associado à Marinha, ajuda  o movimento de resistência com suprimentos. Ele não é movido por nenhum altruísmo, pois o que deseja é encontrar a esposa Ruth, de quem se perdeu em Manila durante a invasão. Ajudado pelo bonachão Marty Sackler, Craig finalmente a encontra, mas tem uma surpresa. Acontece que Ruth pensa que ele está morto e agora está atraída por Julio Fontana, o líder dos guerrilheiros.

## Elenco
| Ator/Atriz      | Personagem      |
| --------------- | --------------- |
| Audie Murphy    | Craig Benson    |
| Gary Crosby     | Marty Sackler   |
| Dolores Michael | Ruth Benson     |
| Alejandro Rey   | Julio Fontana   |
| Marjorie Stapp  | Caroline Pelham |
| Barry Atwater   | Pelham          |
| E. J. André     | Doutor Van Bart |
| Dale Ishimoto   | Blanco          |